# Józef Oleński
Józef Oleński (ur. 1941) – polski profesor nauk ekonomicznych, w latach 1992–1995 i 2006–2011 prezes Głównego Urzędu Statystycznego.

## Życiorys
Studia ukończył w 1963 na Uniwersytecie Warszawskim, w 1969 roku obronił pracę doktorską, w 1998 habilitację, a w 2004 otrzymał tytuł profesora.
W latach 1974–1991 był wicedyrektorem i dyrektorem Ośrodka Badawczo-Rozwojowego Statystyki GUS. Był także doradcą prezesa Narodowego Banku Polskiego, przewodniczącym Komisji Statystycznej ONZ i wiceprzewodniczącym Konferencji Statystyków Europejskich. Od 2000 jest pracownikiem Wydziału Nauk Ekonomicznych Uniwersytetu Warszawskiego, a obecnie jest pracownikiem Wydziału Ekonomii i Zarządzania Uczelni Łazarskiego.  Stanowisko prezesa GUS piastował od 8 lutego 1992 do 31 października 1995, ponownie powołany został na nie 26 października 2006 przez premiera Jarosława Kaczyńskiego, a 14 lutego 2011 został odwołany przez premiera Donalda Tuska.
Członek redakcji czasopisma International Journal of Public Information Systems.
W 2019 odznaczony Krzyżem Oficerskim Orderu Odrodzenia Polski.
Wszedł w skład komitetu wspierającego kandydaturę Karola Nawrockiego na prezydenta RP w wyborach w 2025.